# Arthrotus
Arthrotus es un género de escarabajos de la familia Chrysomelidae. El género fue descrito científicamente primero por Motschulsky en 1857.

## Especies
- Arthrotus abdominalis (Chujo, 1962)
- Arthrotus antennalis Laboissiere, 1932
- Arthrotus baliensis Mohamedsaid, 2001
- Arthrotus bipartitus (Jacoby, 1890)
- Arthrotus brownelli (Gressitt & Kimoto, 1963)
- Arthrotus chinensis (Baly, 1879)
- Arthrotus coerulea (Chen, 1942)
- Arthrotus coomani Laboissiere, 1932
- Arthrotus duporti Laboissiere, 1932
- Arthrotus elongatus (Gressitt & Kimoto, 1963)
- Arthrotus freyi (Gressitt & Kimoto, 1963)
- Arthrotus frontalis Laboissiere, 1932
- Arthrotus fulvus Chujo, 1938
- Arthrotus gressitti Kimoto, 1969
- Arthrotus hauseri Kimoto, 1967
- Arthrotus hirashimai Kimoto, 1969
- Arthrotus kalimponganus Kimoto, 2004
- Arthrotus liquidus (Gressitt & Kimoto, 1963)
- Arthrotus maai (Gressitt & Kimoto, 1963)
- Arthrotus micans (Chen, 1942)
- Arthrotus montanus Medvedev, 2000
- Arthrotus niger Motschulsky, 1857
- Arthrotus nigricollis (Chen, 1942)
- Arthrotus nigrofasciatus (Jacoby, 1890)
- Arthrotus nigromaculata (Jacoby, 1896)
- Arthrotus ochreipennis (Gressitt & Kimoto, 1963)
- Arthrotus pallidus Laboissiere, 1932
- Arthrotus phaseoli Laboissiere, 1932
- Arthrotus pumilus Laboissiere, 1932
- Arthrotus purpureus (Gressitt & Kimoto, 1963)
- Arthrotus saigusai Kimoto, 1969
- Arthrotus shibatai Kimoto, 1984
- Arthrotus tarsalis Laboissiere, 1932
- Arthrotus testaceus (Gressitt & Kimoto, 1963)
- Arthrotus tonkinensis Laboissiere, 1932
- Arthrotus trifasciatus Laboissiere, 1932
- Arthrotus variomaculata (Takizawa, 1986)